# 나카노 고지로
나카노 고지로(일본어: 中野 小次郎, 1999년 3월 5일~)는 일본의 축구 선수이다.

## 구단 경력
그는 2020년 J1리그의 홋카이도 콘사돌레 삿포로에 입단했다. 2023년 J2리그의 츠바이겐 가나자와로 임대 이적했다. 2024년 홋카이도 콘사돌레 삿포로로 복귀했다. 2024년후 J2리그에 강등했다.